# فخر الدين بن عدي
فخر الدين بن عدي بن صخر بن مسافر الأموي هو شيخ يجله اليزيديون ويعتبرونه من قديسي طائفتهم، ولد سنة 1215، خلف ابن أخيه شرف الدين بن الحسن في زعامة الطائفة العدوية بعدما قتله المغول سنة 1258، حيث فضل زين الدين بن شرف الدين بن الحسن الذي غادر إلى الشام أن لا يصبح خليفة لوالده بسبب عدائه للمغول، وفضل أن يشغل عم والده فخر الدين بن عدي الزعامة لأنه كان متزوجًا من مغولية.
غادر فخر الدين بن عدي لالش إلى مصر الأيوبية سنة 1276 ليؤسس الطائفة العدوية اليزيدية فيها.
كانت حياة شيخ فخر الدين غير عادية لعدة أسباب. على عكس أسلافه، كان في وضع جيد مع المغول الذين كانوا مسؤولين عن وفاة سلفيه (الحسن بن عدي وشرف الدين بن الحسن). كما كان متزوجا من مغولية. بالإضافة إلى ذلك، كان أول زعيم للعديوية يواجه تنافسا داخليا، ففي عام 1275، ثار شقيقه شيخ شمس الدين وحاول الاستيلاء على السلطة منه. هزم فخر الدين وحلفاؤه شمس الدين الذي فر إلى الشام مع 400 من أتباعه. ذهب فخر الدين بنفسه إلى مصر في عام 1276، ولكن بعد عودته من مصر بفترة وجيزة، قتله المغول. وأخيرًا، هو آخر شيخ معروف للعديوية.
انحصرت الرئاسة الدينية “بابا شيخ” في ذرية الشيخ فخر الدين.